# Haxhi Zeka
Haxhi Zeka (ur. 20 grudnia 1832 w Shoshanie, zm. 21 lutego 1902 w Peciu) – albański polityk, działacz Ligi Prizreńskiej.

## Życiorys

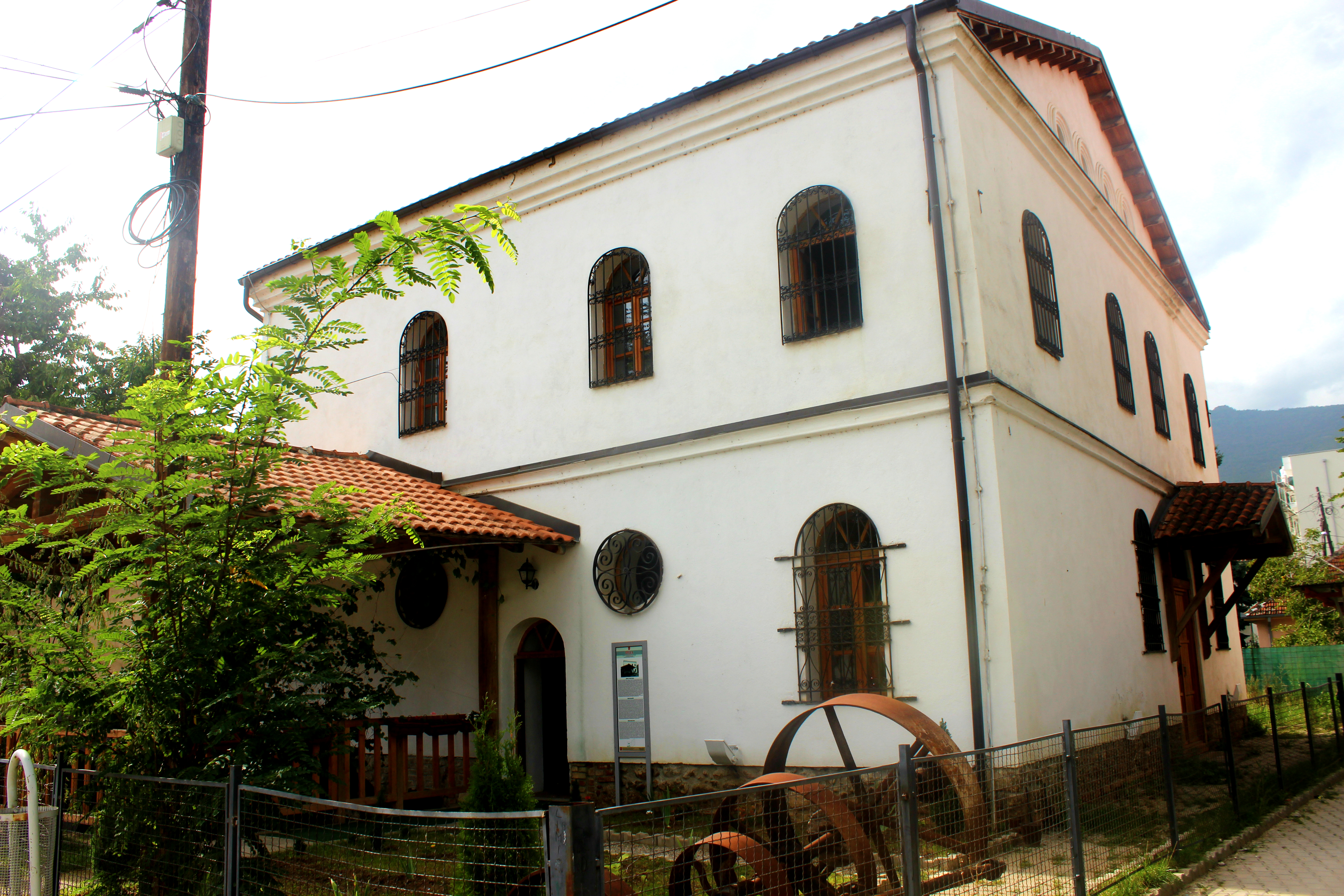
Młyn Haxhiego Zeki w Peciu (2014)

W latach 1879–1880 w ramach Ligi Prizreńskiej walczył w obronie Plavu i Gusinja przed wojskami czarnogórskimi, a wiosną 1881 roku uczestniczył w walkach przeciwkom wojskom osmańskim. Od grudnia 1893 do października 1985 służył na dworze sułtańskim, następnie prawdopodobnie brał udział w wojnie grecko-tureckiej. Po jej zakończeniu przewodził powstaniu w Kosowie.
W styczniu 1899 roku zorganizował zgromadzenie w Peciu, w którym uczestniczyło od 450 do 500 osób. 21 lutego 1902 roku został w Peciu zabity przez Adema Zajmiego; jego ciało zostało pochowane na cmentarzu muzułmańskim w tymże mieście.

## Upamiętnienie
Jego imieniem nazwano młyn oraz plac we wschodniej części miasta Peć, gdzie także znajduje się jego pomnik.
Jest patronem uniwersytetu w Peciu.

## Życie prywatne
Syn Mehmeta Abedina Biberiego oraz Zelfije Doçi.